# 259-я стрелковая дивизия
259-я стрелковая Артёмовская дивизия — войсковое соединение Вооружённых сил СССР, принимавшее участие в Великой Отечественной войне.
Сокращённое наименование — 259 сд.

## История
Дивизия сформирована в период с 5 июля по 15 июля 1941 года в Серпухове по приказу Ставки Главнокомандования от 29 июня 1941 года за № 00100 «О формировании стрелковых и механизированных дивизий из личного состава войск НКВД». По плану должна была быть сформирована по штату горнострелковой дивизии, но была сформирована как стрелковая.
В действующей армии во время ВОВ с 30 июля 1941 по 14 октября 1942 и с 2 февраля 1943 по 9 мая 1945 года.
В начале августа 1941 года поступила в распоряжение 34-й армии, принимала участие в контрударе под Старой Руссой, наступает от реки Полисть на Григорово, постоянно подвергаясь воздушным налётам пикировщиков Ju-87. В ходе операции с боями прошла более 150 километров, очистив от врага свыше 20 населённых пунктов, которые впрочем потом были оккупированы вновь. Дивизия, как и практически все соединения 34-й армии попала в окружение, в течение сентября 1941 года отходила к Демянску и восточнее него.
После пополнения дивизия была c 20 октября 1941 года железной дорогой передислоцирована на Волховский фронт. Вступила в оборонительные бои на подступах к Малой Вишере на рубеже реки Малая Вишера с 24 октября 1941 года, затем с конца ноября 1941 года перешла в наступление, после многодневных безуспешных атак на мало-вишерскую группировку противника всё-таки к 20 декабря 1941 вышла на реку Волхов, освободив в ходе наступления Малую Вишеру, Большую Вишеру, станцию Гряды. Имела в составе на этот день 5351 человек.
В ночь с 25 на 26 декабря 1941 года совершила попытку скрытно прорваться к шоссе Новгород — Ленинград после форсирования Волхова. Ночью в тыл противнику смогли пройти два полка дивизии, действуют на Ленинградском шоссе и железной дороге на участке платформа Лядно — станция Трегубово. Отрезанный от снабжения отряд вёл бои ещё в начале января 1942 года, частично советские войска смогли 5—6 января 1942 года выйти к своим. Потери составили около 800 человек.
Из описания этих боёв ветеранов немецкой 215-й пехотной дивизии:

Гауптман Херб выслал из Залозья 11-ю роту и часть 12-й роты под командой оберлейтенанта Штриттматера для атаки леса. В середине дороги этот отряд наткнулся на превосходящие силы русских и ввязался в тяжёлый бой. На нескольких метрах расстояния буквально сотые доли секунды решали жизнь и смерть человека. Десятки русских, сибиряков, одетых в отличное зимнее обмундирование падало под очередями немецких пулемётов, но новые появлялись из глубины леса. Рота была отрезана, сражалась сама по себе, один за другим храбрые солдаты были убиты или ранены. Связной командира группы был убит рядом со своим начальником. Редко смерть собирала такой богатый урожай как в этот день.— 
30 декабря 1941 года приступила к форсированию Волхова по льду, наступая на Званку, вместе со 176-м стрелковым полком 46-й стрелковой дивизии, попала под кинжальный артиллерийский и пулемётный огонь с укреплённого узла обороны 215-й пехотной дивизии и понесла очень большие потери.
В середине января 1942 года дивизия перешла через Волхов, форсированный силами других дивизий и заняла оборону в районе Горки. 25 января 1942 года приняла полосу обороны под Копцами у 267-й стрелковой дивизии, которая перешла в наступление на Копцы. Ведёт безуспешные бои за Копцы до конца февраля 1942 года. 23 февраля 1942 года дивизия, сдала свою полосу 46-й стрелковой дивизии. Вновь приняла рубеж обороны от 267-й стрелковой дивизии на участке Большое Замошье, Теремец-Курляндский. На тот момент имела в своём составе 4215 человек при 2305 винтовках, 9 станковых пулемётах, 201 ручном пулемёте, 37 миномётах, 18 76-мм пушках и четырёх 45-мм пушках. Ведёт оборонительные бои, провела частную операцию по захвату деревни Оссия (его оборонял добровольческий легион СС «Фландрия»). 28 февраля 1942 года дивизия сдала свой участок обороны 225-й стрелковой дивизии, была пополнена и в начале марта переброшена через Мясной Бор к правому флангу Любанской группировки 2-й ударной армии и получила задачу овладеть Ольховскими хуторами по возвышенному берегу Керести. Вплоть до 10 марта 1942 года дивизия безуспешно по простреливаемому пространству пытается взять Ольховские хутора, но безуспешно и была переброшена в лес в двух километрах южнее Красной Горки. С 11 марта 1942 года дивизия в составе ударной группы перешла в наступление на оборонительные позиции противника на рубеже Червинская Лука, Дубовик, Коровий Ручей, Красная Горка, Верховье, станция Етино с целью овладения Любанью и перехвата шоссейной и железной дороги Чудово — Ленинград, но вновь без успеха, и к 20 марта 1942 года перешла к обороне. К тому времени дивизия уже была в окружении войск 2-й ударной армии и находится там до июня 1942 года. На 1 июня 1942 года ещё числилось 755 человек начальствующего состава, 825 младшего комсостава и 3813 рядовых.
Из воспоминаний С. А. Солдатова, ветерана дивизии:

С кормёжкой дело обстояло безобразно. Ели все, что считали пригодным. Зелёные листики кислицы объедали целыми полянами. Убитых лошадей сгрызли дочиста, невзирая на отвратительный запах падали. Подвоз прекратился. Немцы то и дело перекрывали горловину прорыва у Мясного Бора, где местность напоминала грязный сыр с дырами воронок, утыканный огрызками леса и битой техникой. Мы контратаковали, и тогда по узкоколейке под обстрелом через полукилометровый коридор пропихивали конвои с едой и боеприпасами, пытаясь одновременно вывезти раненых. О страшном и не думали: поднимались под пули и шли… Пленных мы не брали. — 
К концу мая 1942 года дивизия оказалась в окружении. В ходе операции по выводу из окружения 2-й ударной армии 24 июня 1942 года остатки дивизии, насчитывающие 156 бойцов и командиров, смогли выйти из окружения. Дивизия была пополнена остатками прорвавшихся из окружения 92-й и 46-й стрелковых дивизий.
После восстановления (в составе стало 8548 человек) дивизия 30 августа 1942 года вступила в бой у деревни Гайтолово в ходе Синявинской операции. 31 августа 1942 года дивизия, прорвала фронт обороны противника, начала продвижение на запад. К исходу 4 сентября 1942 года части дивизии подошли к озеру Синявинское, при этом захватив склады противника. Немецкие войска нанесли удар во фланг дивизии, отрезав и уничтожив 949-й стрелковый полк в полном составе и два батальона 944-го стрелкового полка. Оставшаяся часть дивизии при поддержке 16-й танковой бригады предпринимала попытки деблокады окружённых частей дивизии, продвинулись севернее озера на полтора километра, но так и не смогла пробить коридор для выхода окружённых. Ведёт бои в том районе до середины сентября 1942 года, потеряв убитыми и ранеными большую часть своего комсостава, вплоть до комбатов (не говоря уже о меньших по должности командирах), в том числе командира дивизии. 12 сентября 1942 года противник вновь нанёс удар с фланга вдоль реки Чёрная и снова отрезал 259-ю стрелковую дивизию. В круговой обороне остатки дивизии отражали атаки противника с запада со стороны озера Синявинское и с востока от Гайтолово. В дивизии в скором времени кончились боеприпасы и продовольствие, и в ночь с 29 на 30 сентября 1942 года по приказу остатки дивизии вышли из окружения, имея в своём составе всего около 150 активных штыков (всего из состава дивизии вышло к своим после Синявинской операции по разным данным от 356 до 659 человек)
Подготовка и действия дивизии оцениваются так:

В частности, командир 259-й сд потерял управление полками и неправильно информировал вышестоящее командование о положении частей дивизии. Командир 944-го сп этой же дивизии в течение 2—3 сентября не имел связи с батальонами и в течение трёх дней не смог найти миномётной роты своего полка… у бойцов 259-й сд не было ручных гранат— 
.
9 октября 1942 года по директиве Ставки ВГК от 31 августа 1942 № 994180 была направлена в резерв Ставки, 10 октября 1942 года начала погрузку на станциях Жихарево, Войбокало и направлена на станцию Кушуба Вологодской области. Пополнена, в том числе за счёт морской стрелковой бригады и контингента исправительно-трудовых лагерей.
Дивизия вновь была брошена в бой только 19 февраля 1943 года (несмотря на то, что начала переброску на юг ещё в декабре 1942 года, из-за загруженности железных дорог эшелоны дивизии на станцию Лог прибывали с большой задержкой, после чего дивизия в течение трёх недель совершала пеший марш к линии фронта) после освобождения Ворошиловграда, когда в результате контрудара немецких войск в районе Дебальцево был окружён 7-й гвардейский кавалерийский корпус, и дивизия пробивала коридор к окружённым кавалеристам близ посёлка Ивановка. Введённая в бой поспешно, ведя наступление личным составом, утомлённым длительным маршем, без гаубичной артиллерии, страдая от недостатка боеприпасов (особенно артиллерийских) и перевязочных средств, за неделю боёв дивизия, имея незначительное продвижение вперед, потеряла более 4 тысячи человек, воюя с 302-й и 62-й пехотными дивизиями. С 3 марта 1943 года, вела бои совместно с 279-й стрелковой дивизией, приняв от последней 9 марта 1943 года оборонительные позиции на плацдарме, ранее захваченном советскими войсками на правом берегу реки Северский Донец в районе Славяносербск. Однако уже 11 марта 1943 года, не выдержав удара немецких войск и, понеся большие потери в личном составе и особенно в артиллерии, была вынуждена отступить на левый берег реки.
В июне 1943 года из района Ивановки переброшена на рубеж реки Северский Донец в районе Лисичанска, и 18 июля 1943 года форсирует реку и вступает в бои за плацдармы на реке. С 13 августа 1943 года наступает в ходе Донбасской наступательной операции, частью сил 3 сентября 1943 года приняла участие в освобождении Горского и Золотого, в этот же день освободила Попасную, 5 сентября 1943 года отличилась при освобождении Артёмовска и освободила Никитовку, продолжив наступление, участвовала при поддержке 135-й танковой бригады в освобождении Константиновки (6 сентября), Новоэкономического (7 сентября), Красноармейска (8 сентября, во взаимодействии с 3-й танковой бригадой и 35-й танковой бригадой), Чаплино (9 сентября), к 22 сентября 1943 года в район западнее Орехова. В этих боях понесла большие потери: только с 2 по 18 сентября дивизия потеряла убитыми 207 человек, пропавшими без вести 596 человек и ранеными 730 человек. Продолжила наступление в ходе Запорожской наступательной операции (10—14 октября 1943 года), наступая на левом фланге фронта в общем направлении на Царицын Кут и упёрлась в организованную оборону немецких войск. Ведёт ожесточённые бои за Никопольский плацдарм в течение конца 1943 — начала 1944 года в районе хутора Ново-Троицкого Великобелозёрского района.
С 30 января 1944 года перешла в наступление в ходе Никопольско-Криворожской наступательной операции, наступает на Никополь с юго-востока, участвует в освобождении города 8 февраля 1944 года, затем вышла к реке Ингулец Продолжила наступление в ходе Березнеговато-Снигиревской наступательной операции с 6 марта 1944 года, наступает на Березнеговатое, несёт потери на подступах к городу, 13 марта 1944 года выведена в резерв фронта, сосредоточилась в районе Новый Буг. В конце марта 1944 года совершает марш к Южному Бугу без соприкосновения с противником, по маршруту Антоновка, Баратовка, Новопетровка, Троицкое, Женево-Криворожье, Ястребиново, Новопристань, хутор Рюминский. 27 марта 1944 года дивизия вышла в Белоусовку, хутор Троицкий и приступила к форсированию Южного Буга. За ночь сумела переправиться через реку в Червоный Маяк, освободила Дмитровку, Новый Роштадт, хутора Новобелоусовку, Бугаевку, прошла по левому берегу реки Чичиклеи, освободила Каменную Балку, хутора Урсуловка, Подолянка, Новоильинка и вышла на Берёзовку.
В ходе Одесской операции продвигается во втором эшелоне корпуса, 14 апреля 1944 года форсировала Днестр в районе села Оланешты, вела тяжёлые бои на захваченном плацдарме.
Принимает участие в Ясско-Кишинёвской операции, через Румынию вошла в Болгарию и до конца войны дислоцируется в Болгарии севернее Софии, боевых действий не ведёт.
Расформирована летом 1946 года.

## Состав
- 939-й стрелковый полк
- 944-й стрелковый полк
- 949-й стрелковый полк
- 801-й артиллерийский полк
- отдельный танковый батальон (по 13.09.1941)
- 314-й отдельный истребительно-противотанковый дивизион
- 336-я разведрота
- 427-й отдельный сапёрный батальон
- 683-й отдельный батальон связи (363-я отдельная рота связи)
- 322-й медико-санитарный батальон
- 300-я отдельная рота химический защиты
- 88-я (504-я) автотранспортная рота
- 314-я полевая хлебопекарня
- 517-й дивизионный ветеринарный лазарет
- 308-я полевая почтовая станция
- 567-я полевая касса Госбанка
- отдельная штрафная рота 3-й гвардейской армии (в период нахождения в армии)

## Подчинение
| Подчинение      | Подчинение                                                 | Подчинение            | Подчинение                        | Подчинение                                        |
| Дата            | Фронт (округ)                                              | Армия                 | Корпус                            | Примечания                                        |
| --------------- | ---------------------------------------------------------- | --------------------- | --------------------------------- | ------------------------------------------------- |
| 10.07.1941 года | Московский военный округ                                   | —                     | —                                 | формируется                                       |
| 01.08.1941 года | Резервный фронт                                            | 34-я армия            | —                                 | —                                                 |
| 01.09.1941 года | Северо-Западный фронт                                      | 34-я армия            | —                                 | —                                                 |
| 01.10.1941 года | Северо-Западный фронт                                      | 34-я армия            | —                                 | —                                                 |
| 01.11.1941 года | —                                                          | 52-я отдельная армия  | —                                 | —                                                 |
| 01.12.1941 года | —                                                          | 52-я отдельная армия  | —                                 | —                                                 |
| 01.01.1942 года | Волховский фронт                                           | 52-я армия            | —                                 | —                                                 |
| 01.02.1942 года | Волховский фронт                                           | 52-я армия            | —                                 | —                                                 |
| 01.03.1942 года | Волховский фронт                                           | 59-я армия            | —                                 | в составе Оперативной группы генерала Коровникова |
| 01.04.1942 года | Волховский фронт                                           | 2-я ударная армия     | —                                 | —                                                 |
| 01.05.1942 года | Ленинградский фронт (Группа войск Волховского направления) | 2-я ударная армия     | —                                 | —                                                 |
| 01.06.1942 года | Ленинградский фронт (Волховская группа войск)              | 2-я ударная армия     | —                                 | —                                                 |
| 01.07.1942 года | Волховский фронт                                           | 2-я ударная армия     | —                                 | —                                                 |
| 01.08.1942 года | Волховский фронт                                           | 4-я армия             | —                                 | —                                                 |
| 01.09.1942 года | Волховский фронт                                           | —                     | 4-й гвардейский стрелковый корпус | —                                                 |
| 01.10.1942 года | Волховский фронт                                           | 2-я ударная армия     | 4-й гвардейский стрелковый корпус | —                                                 |
| 01.11.1942 года | Резерв Ставки ВГК                                          | 2-я резервная армия   | —                                 | —                                                 |
| 01.12.1942 года | Резерв Ставки ВГК                                          | 2-я резервная армия   | —                                 | —                                                 |
| 01.01.1943 года | Резерв Ставки ВГК                                          | 2-я резервная армия   | —                                 | —                                                 |
| 01.02.1943 года | Резерв Ставки ВГК                                          | 2-я резервная армия   | —                                 | —                                                 |
| 01.03.1943 года | Юго-Западный фронт                                         | 3-я гвардейская армия | —                                 | —                                                 |
| 01.04.1943 года | Юго-Западный фронт                                         | 3-я гвардейская армия | 29-й стрелковый корпус            | —                                                 |
| 01.05.1943 года | Юго-Западный фронт                                         | 3-я гвардейская армия | 32-й стрелковый корпус            | —                                                 |
| 01.06.1943 года | Юго-Западный фронт                                         | 3-я гвардейская армия | 32-й стрелковый корпус            | —                                                 |
| 01.07.1943 года | Юго-Западный фронт                                         | 3-я гвардейская армия | 32-й стрелковый корпус            | —                                                 |
| 01.08.1943 года | Юго-Западный фронт                                         | 3-я гвардейская армия | 32-й стрелковый корпус            | —                                                 |
| 01.09.1943 года | Юго-Западный фронт                                         | 3-я гвардейская армия | 32-й стрелковый корпус            | —                                                 |
| 01.10.1943 года | 4-й Украинский фронт                                       | 3-я гвардейская армия | 32-й стрелковый корпус            | —                                                 |
| 01.11.1943 года | 4-й Украинский фронт                                       | 3-я гвардейская армия | 32-й стрелковый корпус            | —                                                 |
| 01.12.1943 года | 4-й Украинский фронт                                       | 3-я гвардейская армия | 32-й стрелковый корпус            | —                                                 |
| 01.01.1944 года | 4-й Украинский фронт                                       | 3-я гвардейская армия | 32-й стрелковый корпус            | —                                                 |
| 01.02.1944 года | 4-й Украинский фронт                                       | 3-я гвардейская армия | 32-й стрелковый корпус            | —                                                 |
| 01.03.1944 года | 3-й Украинский фронт                                       | 6-я армия             | 32-й стрелковый корпус            | —                                                 |
| 01.04.1944 года | 3-й Украинский фронт                                       | 46-я армия            | 32-й стрелковый корпус            | —                                                 |
| 01.05.1944 года | 3-й Украинский фронт                                       | 46-я армия            | 32-й стрелковый корпус            | —                                                 |
| 01.06.1944 года | 3-й Украинский фронт                                       | 5-я ударная армия     | 32-й стрелковый корпус            | —                                                 |
| 01.07.1944 года | 3-й Украинский фронт                                       | 46-я армия            | —                                 | —                                                 |
| 01.08.1944 года | 3-й Украинский фронт                                       | 46-я армия            | —                                 | —                                                 |
| 01.09.1944 года | 3-й Украинский фронт                                       | 57-я армия            | 34-й стрелковый корпус            | —                                                 |
| 01.10.1944 года | 3-й Украинский фронт                                       | —                     | 34-й стрелковый корпус            | —                                                 |
| 01.11.1944 года | 3-й Украинский фронт                                       | —                     | 34-й стрелковый корпус            | —                                                 |
| 01.12.1944 года | 3-й Украинский фронт                                       | 37-я армия            | 34-й стрелковый корпус            | —                                                 |
| 01.01.1945 года | —                                                          | 37-я отдельная армия  | 34-й стрелковый корпус            | —                                                 |
| 01.02.1945 года | —                                                          | 37-я отдельная армия  | 34-й стрелковый корпус            | —                                                 |
| 01.03.1945 года | —                                                          | 37-я отдельная армия  | 34-й стрелковый корпус            | —                                                 |
| 01.04.1945 года | —                                                          | 37-я отдельная армия  | 34-й стрелковый корпус            | —                                                 |
| 01.05.1945 года | —                                                          | 37-я отдельная армия  | 34-й стрелковый корпус            | —                                                 |

## Награды и почётные наименования
| Награда (наименование)              | Дата награждения                                                 | За что получена                                                           |
| ----------------------------------- | ---------------------------------------------------------------- | ------------------------------------------------------------------------- |
| Почётное наименование «Артёмовская» | Приказ Верховного главнокомандующего № 9 от 8 сентября 1943 года | в ознаменование одержанной победы и отличие в боях за овладение Донбассом |

## Командование дивизии

### Командиры
- Шилов, Фёдор Николаевич (05.07.1941 — 30.08.1941), генерал-майор (умер 3 или 4 сентября или 4 октября 1941 года)[9][10][11];
- Борисов, Пётр Васильевич (01.09.1941 — 19.09.1941), полковник;
- Лапшов, Афанасий Васильевич (20.09.1941 — 27.05.1942), полковник, с 13.05.1942 генерал-майор;
- Гаврилов, Михаил Филиппович (11.08.1942 — 12.09.1942), генерал-майор (ранен 08.09.1942);
- Гаген, Николай Александрович (13.09.1942 — 06.10.1942), генерал-майор;
- Порховников Мирон Лазаревич (07.10.1942 — 25.02.1943), полковник (погиб);
- Головин, Николай Михайлович (26.02.1943 — 18.03.1943), полковник;
- Власенко, Алексей Митрофанович (19.03.1943 — 25.05.1944), полковник, с 17.11.1943 генерал-майор;
- Белинский, Терентий Терентьевич (26.05.1944 — 09.05.1945), полковник[12][13]

### Военные комиссары (с 9.10.1942 заместители командира дивизии по политической части)
- Штейтенберг Рудольф Яковлевич (05.09.1941 — 10.10.1941), батальонный комиссар;
- Майзель Павел Борисович (10.10.1941 — 15.01.1942), полковой комиссар;
- Гарус Иван Петрович (20.01.1942 — 16.05.1942), полковой комиссар;
- Леонтьев Николай Анатольевич (16.05.1942 — 24.07.1942), старший батальонный комиссар;
- Вакула Семён Андреевич (24.07.1942 — 06.12.1942), старший батальонный комиссар;
- Безкоровайный Василий Ефимович (06.12.1942 — 16.06.1943), подполковник[14]

### Начальники штаба дивизии
- Арабей Павел Григорьевич (05.07.1941 —), подполковник;
- Тарховский Михаил Иванович ( — 06.1942), подполковник (пропал без вести);
- Кудряков Григорий Венедиктович (25.08.1944 — 1946), подполковник, полковник

### Начальники политотдела, с 16.06.1943 он же заместитель командира по политической части
- Леонтьев Николай Анатольевич (05.09.1941 — 16.05.1942), старший батальонный комиссар;
- Предеин Ефим Георгиевич (24.07.1943 — 05.04.1945), подполковник;
- Филатов Павел Елизарович (21.04.1945 — 09.05.1945), подполковник[14]

## Память
- Памятный знак в честь воинов 259-й стрелковой дивизии в посёлке Камышеваха.
- Именем дивизии названа улица в посёлке Пено.